# Izingolweni
Izingolweni ist eine Stadt in der südafrikanischen Provinz KwaZulu-Natal. Sie war bis 2016 Verwaltungssitz der Gemeinde Ezinqoleni im Distrikt Ugu und befindet sich auf einer Höhe von 630 Metern über dem Meeresspiegel. Im Jahr 2011 hatte die Stadt 5294 Einwohner. Sie liegt an der Nationalstraße N2, etwa 33 Kilometer östlich von Port Shepstone und 46 Kilometer nordwestlich von Harding.